# Jan Albrecht Hohenzollern
Jan Albrecht Hohenzollern (również: Jan Albrecht z Brandenburgii, Halbertstadt lub Magdeburga, niem. Johann Albrecht von Brandenburg, ur. 20 września 1499 w Ansbach, zm. 17 maja 1550 w Halle) – biskup Halberstadt i arcybiskup Magdeburga (1545–1550).
Był synem Fryderyka, margrabiego brandenburskiego na Ansbach i Bayreuth i Zofii Jagiellonki, córki Kazimierza IV Jagiellończyka, króla Polski i wielkiego księcia litewskiego.